# حميد بارودي
حميد بارودي (20 فيفري 1960 في تيارت) هو مغنٍ وعازف قيثارة وموسيقي وكاتب أغاني جزائري، مقيم في ألمانيا.
حميد بارودي يختار نوعاً موسيقياً غير معروف جيداً في الجزائر. طور جنبًا إلى جنب مع عظماء هذا العالم موسيقى البوب العرقية ومن بينهم جيبسي كينغز وموري كانتي.

## حياته
هو مغني جزائري سافر عام 1981 إلى فرنسا واستقر فيها لبعض الوقت، انتقل بعدها إلى ألمانيا عام 1984 ليدرس الفن في المعهد العالي للفنون بمدينة كاسل. بعدها عمل أولا موسيقي الشوارع . عمل جولة في كل من إسبانيا وإنجلترا واليابان عام 1991 مع بيتر غابرييل للترويج على ألبومه قافلة إلى بغداد، ولكنها لم تلق استحسانا في هذه الدول.

## أشهر أغانيه
- - قافلة إلى بغداد Caravan To Bagdad 1990
- - ديسيدندن Dissidenten 1991
- - سلامة 1995 Salama
- - سيدي Sidi 2001
- - شوارع الجزائر العاصمة Streets Of Algiers

## وصلات خارجية
- حميد بارودي على موقع ميوزك برينز (الإنجليزية)
- حميد بارودي على موقع أول ميوزيك (الإنجليزية)
- حميد بارودي على موقع ديسكوغز (الإنجليزية)
- -الموقع الرسمي لحميد بارودي
- -بعض أغاني حميد بارودي